# Démographie de l'Argentine
Cet article contient des statistiques sur la démographie de l'Argentine.

## Population par province
| Nº1                                                               | Province                                              | CPA² | Pop. (2003) | Sup. (km²) | Capitale                            |
| ----------------------------------------------------------------- | ----------------------------------------------------- | ---- | ----------- | ---------- | ----------------------------------- |
| 1                                                                 | Buenos Aires                                          | B    | 14 276 909  | 307 804    | La Plata                            |
| 2                                                                 | Córdoba                                               | X    | 3 203 309   | 168 766    | Córdoba                             |
| 3                                                                 | Santa Fe                                              | S    | 3 089 311   | 133 007    | Santa Fe                            |
| 4                                                                 | Capitale Fédérale                                     | C    | 2 682 206   | 200        |                                     |
| 5                                                                 | Mendoza                                               | M    | 1 658 873   | 150 839    | Mendoza                             |
| 6                                                                 | Tucumán                                               | T    | 1 432 552   | 22 524     | San Miguel de Tucumán               |
| 7                                                                 | Entre Ríos                                            | E    | 1 220 123   | 76 216     | Paraná                              |
| 8                                                                 | Salta                                                 | A    | 1 191 748   | 154 775    | Salta                               |
| 9                                                                 | Misiones                                              | N    | 1 060 199   | 29 801     | Posadas                             |
| 10                                                                | Chaco                                                 | H    | 1 055 011   | 99 633     | Resistencia                         |
| 11                                                                | Corrientes                                            | W    | 997 224     | 88 199     | Corrientes                          |
| 12                                                                | Santiago del Estero                                   | G    | 866 576     | 135 254    | Santiago del Estero                 |
| 13                                                                | Jujuy                                                 | Y    | 662 477     | 53 219     | San Salvador de Jujuy               |
| 14                                                                | San Juan                                              | J    | 662 439     | 86 137     | San Juan                            |
| 15                                                                | Río Negro                                             | R    | 578 554     | 203 013    | Viedma                              |
| 16                                                                | Formosa                                               | P    | 534 015     | 72 066     | Formosa                             |
| 17                                                                | Neuquén                                               | Q    | 525 355     | 94 078     | Neuquén                             |
| 18                                                                | Chubut                                                | U    | 443 779     | 224 686    | Rawson                              |
| 19                                                                | San Luis                                              | D    | 412 110     | 76 748     | San Luis                            |
| 20                                                                | Catamarca                                             | K    | 371 459     | 99 818     | San Fernando del Valle de Catamarca |
| 21                                                                | La Rioja                                              | F    | 327 960     | 92 331     | La Rioja                            |
| 22                                                                | La Pampa                                              | L    | 319 152     | 143 440    | Santa Rosa                          |
| 23                                                                | Santa Cruz                                            | Z    | 217 402     | 243 943    | Río Gallegos                        |
| 24                                                                | Terre de Feu, Antarctique et Îles de l'Atlantique Sud | V    | 123 458     | 20 912     | Ushuaïa                             |
|                                                                   | Total du pays                                         |      | 37 912 201  | 2 777 409  | Buenos Aires                        |
| 1 Les provinces sont listées par ordre de population décroissante |                                                       |      |             |            |                                     |
| ² CPA = Code postal argentin                                      |                                                       |      |             |            |                                     |

## Évolution de la population argentine

### Évolution chiffrée depuis l'indépendance

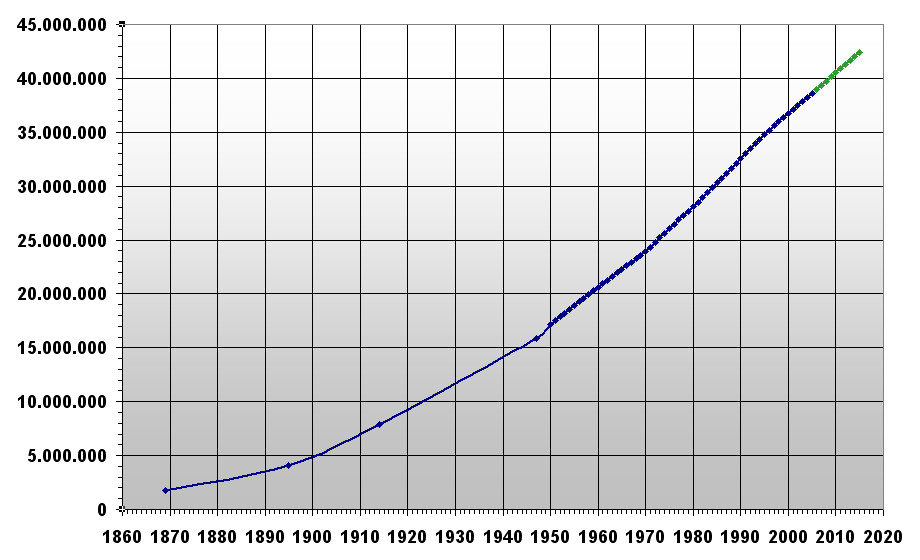
Développement de la population argentine de 1869 à 2015 (en vert: les projections)

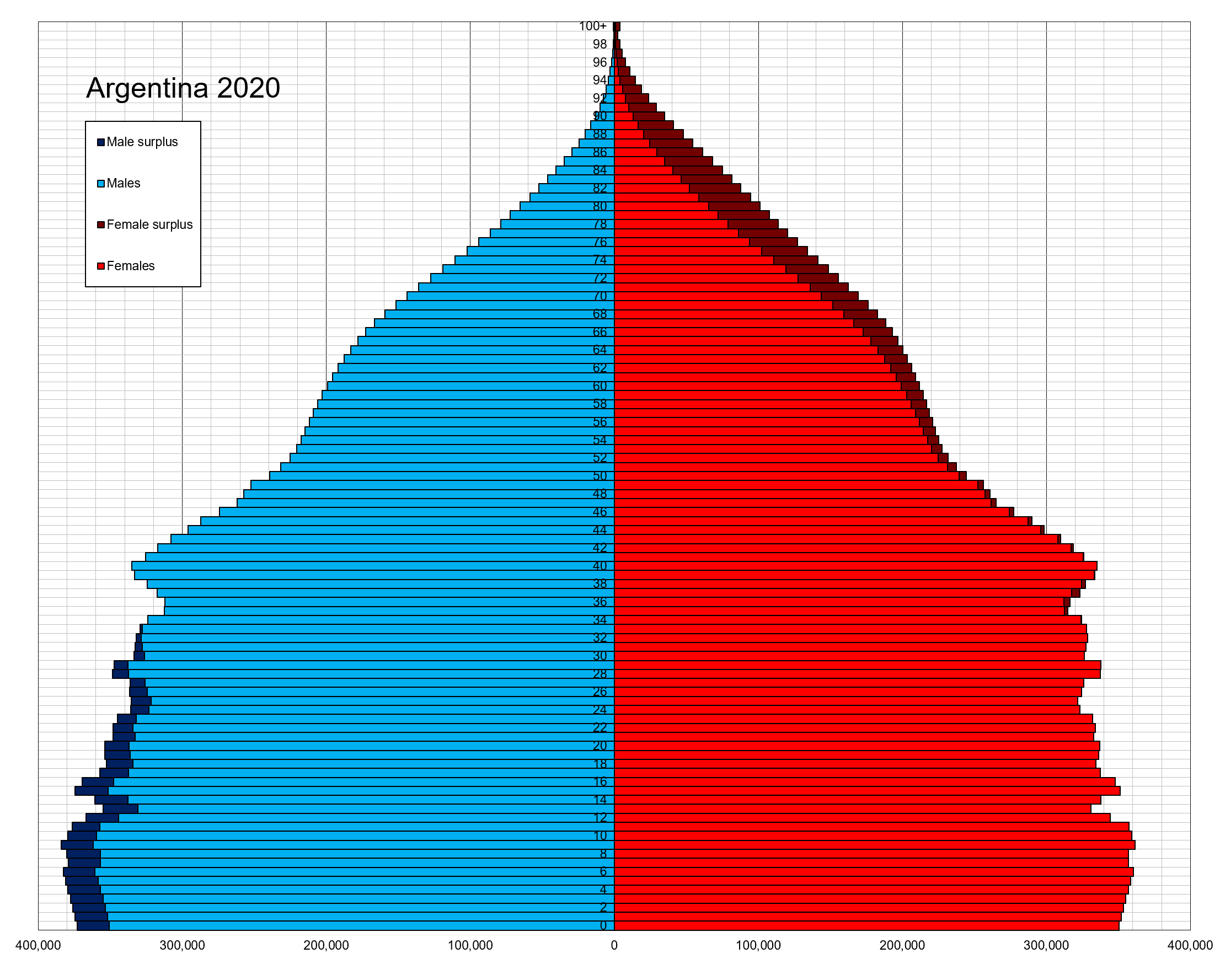
Pyramide des âges en 2020.

À la fin du XVIIIe siècle, lorsque le vice-roi du Río de la Plata Juan José de Vértiz y Salcedo fit effectuer un recensement pour la première fois, la majorité de la population argentine se concentrait dans la région du nord-ouest. Le Litoral représentait à peine 20 % de la population 
nationale. Le total ne dépassait pas 380 000 habitants (territoires indiens non compris). Les territoires actuels du Chili, du Pérou, de la Bolivie et du Paraguay, avaient une population considérablement supérieure à celle qui se trouvait sur le territoire argentin actuel.
- 1810 :............500 000 (plus ou moins)
- 1860 :.........1 180 000
- 1869 :.........1 737 000
- 1895 :.........4 044 911
- 1914 :.........8 092 216
- 1936 :.......12 374 000
- 1947 :.......16 104 929
- 1960 :.......20 010 539
- 1965 :.......22 545 000
- 1970 :.......23 362 204
- 1980 :.......27 949 480
- 1991 :.......32 615 528
- 2001 :.......36 260 130 (données recensées mais non rectifiées)
- 2001 :.......37 156 195 (INDEC - Population corrigée par analyse de couverture au 30-06-2001 [13] )
- 2003 :.......37 912 201
- 2006 :.......39 921 833 (estimation CIA)
- 2007 :.......40 301 927 (estimation CIA)
- 2008 :.......39 745 612 (30 juin 2008 - estimation INDEC)
- 2009 :.......40 134 425 (30 juin 2009 - estimation INDEC)
- 2010 :.......40 091 359 (données provisoires du recensement 2010)
- 2014 :.......43 024 374 (estimation CIA (juin))
- 2022 :.......47 327 407

## Évolution de la population des provinces
| Provinces           | 1838 (1) | 1895      | 1914      | 1947       | 1960       | 1970       | 1980       | 1991       | 2001       | 2010       |
| ------------------- | -------- | --------- | --------- | ---------- | ---------- | ---------- | ---------- | ---------- | ---------- | ---------- |
| Capitale fédérale   |          | 663 854   | 1 575 814 | 2 981 043  | 2 966 634  | 2 972 453  | 2 922 829  | 2 965 403  | 2 776 138  | 2 891 082  |
| Buenos Aires        | 150 000  | 921 168   | 2 066 948 | 4 273 874  | 6 766 108  | 8 774 529  | 10 865 408 | 12 594 974 | 13 827 203 | 15 594 428 |
| dt 19 partidos (2)  |          | 117 763   | 458 217   | 1 741 338  | 3 772 411  | 5 380 447  | 6 843 201  | 7 969 324  | 8 684 953  | 9 910 282  |
| dt Reste (2)        |          | 803 405   | 1 608 731 | 2 532 536  | 2 993 697  | 3 394 082  | 4 022 207  | 4 625 650  | 5 133 724  | 5 684 146  |
| Córdoba             | 87000    | 351223    | 735472    | 1497975    | 1753840    | 2060065    | 2407754    | 2766683    | 3066801    | 3304825    |
| Santa Fe            | 22000    | 397188    | 899640    | 1702975    | 1884918    | 2135583    | 2465546    | 2798422    | 3000701    | 3200736    |
| Mendoza             | 47000    | 116036    | 277535    | 588231     | 824036     | 973075     | 1196228    | 1412481    | 1579651    | 1741610    |
| Tucumán             | 51000    | 215742    | 332933    | 593371     | 773972     | 765962     | 972655     | 1142105    | 1338523    | 1448200    |
| Entre Ríos          | 36000    | 292019    | 425373    | 787362     | 805357     | 811691     | 908313     | 1020257    | 1158147    | 1236300    |
| Salta               | 63000    | 118015    | 142156    | 290826     | 412854     | 509803     | 662870     | 866153     | 1079051    | 1215207    |
| Chaco               |          | 10422     | 46274     | 430555     | 543331     | 566613     | 701392     | 839677     | 984446     | 1053466    |
| Misiones            |          | 33.163    | 53.563    | 246.396    | 361.440    | 443.020    | 588.977    | 788.915    | 965.522    | 1.097.829  |
| Corrientes          | 45.000   | 239.618   | 347.055   | 525.463    | 533.201    | 564.147    | 661.454    | 795.594    | 930.991    | 993.338    |
| Santiago del Estero | 54.000   | 161.502   | 261.678   | 479.473    | 476.503    | 495.419    | 594.920    | 671.988    | 804.457    | 896.461    |
| San Juan            | 28.000   | 84.251    | 119.252   | 261.229    | 352.387    | 384.284    | 465.976    | 528.715    | 620.023    | 680.427    |
| Jujuy (3)           |          | 49.713    | 77.511    | 166.700    | 241.462    | 302.436    | 410.008    | 512.329    | 611.888    | 672.260    |
| Río Negro           |          | 9.241     | 42.242    | 134.350    | 193.292    | 262.622    | 383.354    | 506.772    | 552.822    | 633.374    |
| Formosa             |          | 4.829     | 19.281    | 113.790    | 178.526    | 234.075    | 295.887    | 398.413    | 486.559    | 527.895    |
| Neuquén             |          | 14.517    | 28.866    | 86.936     | 109.890    | 154.470    | 243.850    | 388.833    | 474.155    | 550.344    |
| Chubut              |          | 3.748     | 23.065    | 92.456     | 142.412    | 189.920    | 263.116    | 357.189    | 413.237    | 506.668    |
| San Luis            | 28.000   | 81.450    | 116.266   | 165.546    | 174.316    | 183.460    | 214.416    | 286.458    | 367.933    | 431.588    |
| Catamarca           | 40.000   | 90.161    | 100.769   | 147.213    | 168.231    | 172.323    | 207.717    | 264.234    | 334.568    | 367.820    |
| La Pampa            |          | 25.914    | 101.338   | 169.480    | 158.746    | 172.029    | 208.260    | 259.996    | 299.294    | 316.940    |
| La Rioja            | 23.000   | 69.502    | 79.754    | 110.746    | 128.220    | 136.237    | 164.217    | 220.729    | 289.983    | 331.847    |
| Santa Cruz          |          | 1.058     | 9.948     | 42.880     | 52.908     | 84.457     | 114.941    | 159.839    | 196.958    | 272.524    |
| Terre de Feu (4)    |          | 477       | 2.504     | 5.045      | 11.209     | 15.658     | 29.392     | 69.369     | 101.079    | 126.190    |
| Indéterminés (5)    |          | 90.000    | 18.425    |            |            |            |            |            |            |            |
| Total Argentine     | 674.000  | 4.044.911 | 7.903.662 | 15.893.811 | 20.013.793 | 23.364.431 | 27.949.480 | 32.615.528 | 36.260.130 | 40.091.359 |
|                     | 1838     | 1895      | 1914      | 1947       | 1960       | 1970       | 1980       | 1991       | 2001       | 2010       |

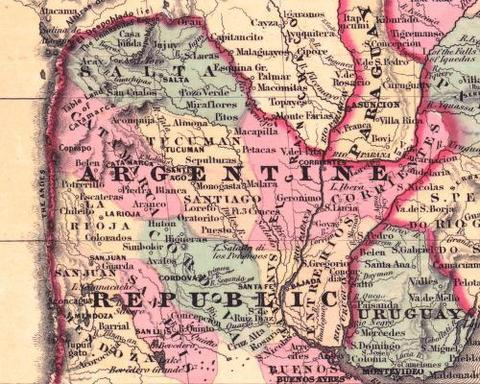
Carte de l'Argentine, datant du début du XIXe siècle, où l'on voit notamment Salta et Jujuy formant une seule province. La scission eut lieu en novembre 1834

- (1): Estimations pour 1838. Les provinces de Chaco, Misiones, Formosa, Neuquén, La Pampa, Río Negro, Chubut, Santa Cruz et Terre de Feu, étaient des territoires non soumis et peuplés d'Indiens libres (Indios bravos). La même année, le district fédéral de Buenos Aires n'existait pas encore et la population de la capitale est donc incluse dans celle de la province de même nom. Quant à la province de Jujuy, qui s'était récemment séparée de celle de Salta et dont les frontières restaient encore fort imprécises, sa population est cumulée avec celle de la province de Salta.
- (2): Les 19 partidos sont les régions de la province formant administrativement le Grand Buenos Aires avec le District Fédéral. Certaines de ces juridictions ont modifié leurs limites entre 1991 et 2001, ce qui fait que les données de 2001 ne sont pas strictement comparables avec les recensements antérieurs.
- (3): En 1838, la population de la province de Jujuy est cumulée avec celle de la province de Salta.
- (4): Pour les recensements de 1991 et 2001 les Îles de l'Atlantique sud sont exclues.
- (5): En 1895 on estimait que 60 000 personnes avaient échappé au recensement, et qu'il y avait en outre 30.000 indigènes.En 1914 on considéra qu'il y avait 18 425 habitants constituant la "population autochtone".

Source: Censos Nacionales de Población de l'INDEC.

## Évolution de la population des grandes agglomérations
La population des grands centres urbains d'Argentine a eu l'évolution suivante :
| Agglomération urbaine               | 1895    | 1914      | 1947      | 1960      | 1970      | 1980      | 1991       | 2001       | 2008       |
| ----------------------------------- | ------- | --------- | --------- | --------- | --------- | --------- | ---------- | ---------- | ---------- |
| Agglomération du Grand Buenos Aires |         |           |           |           | 8.435.840 | 9.969.826 | 11.297.987 | 12.046.799 | 13.166.000 |
| Grand Buenos Aires                  | 663.854 | 1.575.814 | 4.554.000 | 6.739.045 | 8.352.611 | 9.766.030 | 10.934.727 | 11.460.575 | 12.460.829 |
| Grand Córdoba                       | 47.609  | 121.982   | 380.000   | 591.563   | 792.925   | 1.004.929 | 1.208.554  | 1.368.301  | 1.525.000  |
| Grand Rosario                       | 91.669  | 245.199   | 475.000   | 669.173   | 806.942   | 956.761   | 1.118.905  | 1.161.188  | 1.273.000  |
| Grand Mendoza                       | 28.302  | 58.790    | 212.000   | 330.727   | 477.810   | 612.777   | 773.113    | 848.660    | 931.000    |
| Grand San Miguel de Tucumán         | 34.305  | 92.284    | 194.000   | 297.305   | 366.392   | 498.579   | 622.324    | 738.479    | 825.000    |
| Grand La Plata                      | 45.410  | 137.413   | 266.000   | 404.129   | 485.939   | 564.750   | 642.802    | 694.253    | 784.000    |
| Mar del Plata                       |         |           | 115.000   | 211.365   | 302.282   | 415.309   | 512.696    | 541.733    | 595.000    |
| Grand Santa Fe                      | 22.224  | 64.095    | 173.000   | 208.900   | 246.184   | 334.913   | 406.388    | 455.239    | 550.000    |
| Grand Salta                         | 7.657   | 28.436    |           | 117.400   | 176.216   | 261.638   | 370.904    | 468.583    | 534.000    |
| Grand San Juan                      | 10.410  | 16.629    | 110.000   | 146.828   | 222.601   | 291.707   | 352.691    | 421.640    | 476.000    |

## Accroissement naturel
Taux de natalité, taux de mortalité et taux d'accroissement naturel par province en 2011 :
| Provinces                                             | Natalité ‰ | Mortalité ‰ | Accroissement naturel ‰ |
| ----------------------------------------------------- | ---------- | ----------- | ----------------------- |
| Capitale fédérale                                     | 14,8       | 10,5        | 4,3                     |
| Buenos Aires                                          | 18,8       | 8,5         | 10,3                    |
| Catamarca                                             | 16,0       | 5,1         | 10,9                    |
| Chaco                                                 | 22,6       | 6,4         | 16,2                    |
| Chubut                                                | 20,7       | 6,0         | 14,7                    |
| Córdoba                                               | 16,9       | 8,1         | 8,8                     |
| Corrientes                                            | 19,9       | 6,1         | 13,8                    |
| Entre Ríos                                            | 17,2       | 7,7         | 9,5                     |
| Formosa                                               | 21,6       | 5,8         | 15,8                    |
| Jujuy                                                 | 19,6       | 5,7         | 13,9                    |
| La Pampa                                              | 15,6       | 7,3         | 8,3                     |
| La Rioja                                              | 17,4       | 5,6         | 11,8                    |
| Mendoza                                               | 19,2       | 7,2         | 12,0                    |
| Misiones                                              | 19,3       | 5,4         | 13,9                    |
| Neuquén                                               | 19,6       | 4,9         | 14,7                    |
| Río Negro                                             | 19,8       | 6,6         | 13,2                    |
| Salta                                                 | 21,7       | 5,4         | 16,3                    |
| San Juan                                              | 19,9       | 6,5         | 13,4                    |
| San Luis                                              | 16,7       | 6,1         | 10,6                    |
| Santa Cruz                                            | 25,0       | 5,4         | 19,6                    |
| Santa Fe                                              | 16,4       | 8,8         | 7,6                     |
| Santiago del Estero                                   | 20,2       | 5,8         | 14,4                    |
| Terre de Feu, Antarctique et Îles de l'Atlantique Sud | 18,6       | 3,3         | 15,3                    |
| Tucumán                                               | 19,5       | 6,2         | 13,3                    |
| Total Argentine                                       | 18,5       | 7,8         | 10,7                    |
|                                                       | Natalité ‰ | Mortalité ‰ | Accroissement naturel ‰ |

Source : INDEC

## Migration et composition culturelle
L'Argentine a cessé d'être un grand pays d'immigration. Jadis, jusqu'aux années 1950, le pays accueillait chaque année des dizaines de milliers d'immigrants, Européens surtout, Espagnols (Galice, Pays basque et Andalousie) et Italiens (Ligurie, Calabre et Piémont) en tête. Mais le boom économique européen des « trente glorieuses » d'une part, et les crises économiques et sociales successives de l'Argentine d'autre part, ont eu raison de cet important apport démographique, sans oublier la méfiance due aux dictatures militaires successives.
Aujourd'hui cependant une nouvelle immigration s'est développée, celle des ressortissants des pays limitrophes, Paraguayens et Boliviens surtout, mais aussi Chiliens, Uruguayens et autres Sud-américains.

### Population étrangère
D'après le recensement de 2010, la population étrangère en Argentine s'élevait à 1 805 957 personnes, soit 4,5 % de la population totale.
| Rang  | Pays         | 2010      | 2001      |
| ----- | ------------ | --------- | --------- |
| 1     | Paraguay     | 550,713   | 325,046   |
| 2     | Bolivie      | 345,272   | 233,464   |
| 3     | Chili        | 191,147   | 212,429   |
| 4     | Pérou        | 157,514   | 88,260    |
| 5     | Italie       | 147,499   | 216,718   |
| 6     | Uruguay      | 116,592   | 117,564   |
| 7     | Espagne      | 94,030    | 134,417   |
| 8     | Brésil       | 41,330    | 34,712    |
| 9     | Chine        | 8,929     | 4,184     |
| 10    | Allemagne    | 8,416     | 10,362    |
| 11    | Corée du Sud | 7,321     | 8,290     |
| 12    | France       | 6,995     | 6,578     |
| 13    | Japon        | 4,036     | 4,753     |
| 14    | Taïwan       | 2,875     | 3,511     |
| 15    | Syrie        | 1,337     | 2,350     |
| 16    | Liban        | 933       | 1,619     |
|       | Autres pays  | 121,018   | 127,683   |
| TOTAL | TOTAL        | 1,805,957 | 1,531,940 |

### Immigration française en Argentine

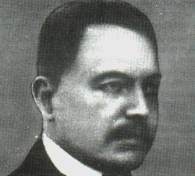
Hipólito Yrigoyen, fils d'un travailleur immigré, d'origine basque français

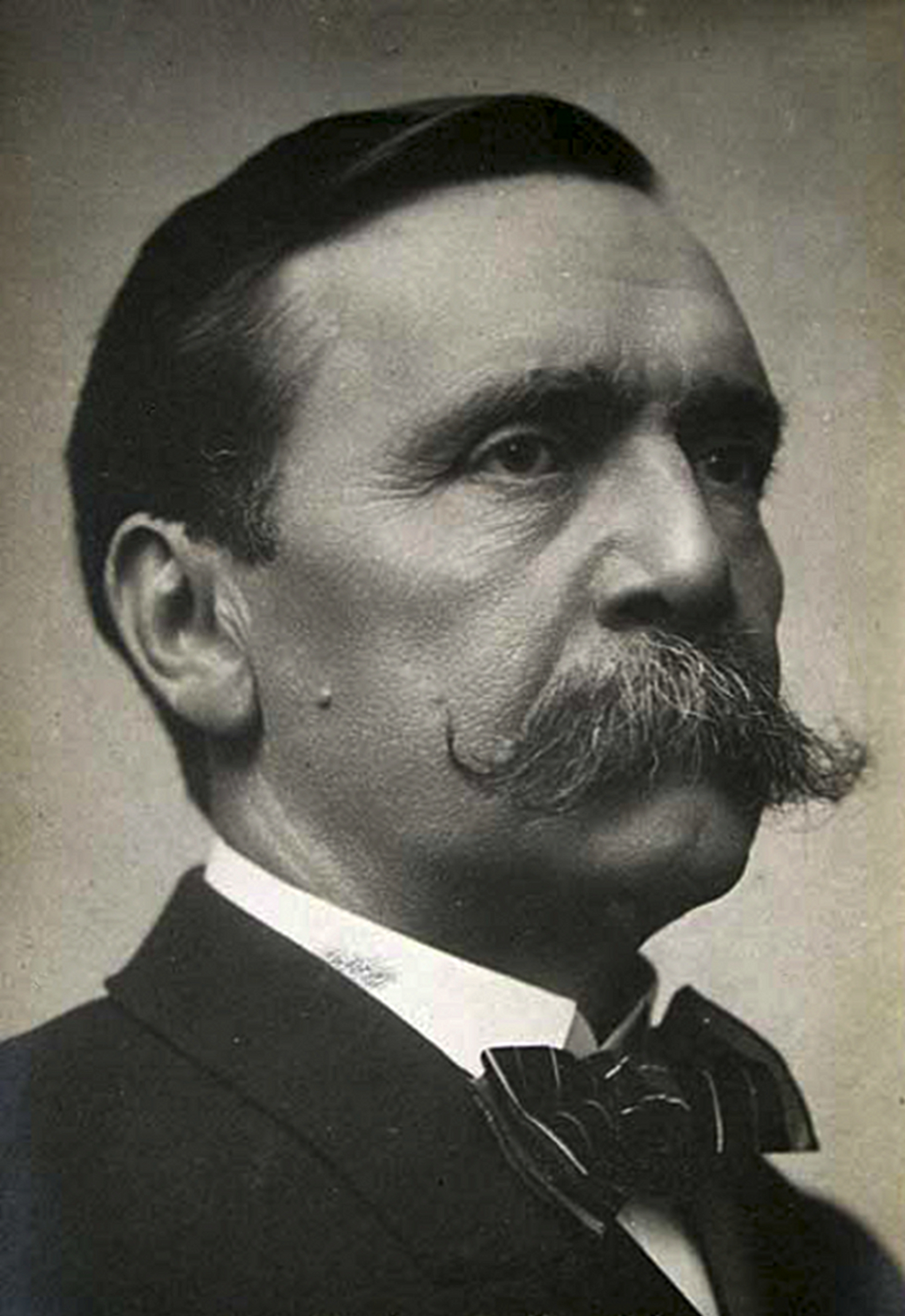
Carlos Pellegrini, fils d'un immigré savoyard

Entre 1852 et 1920, près de 350 000 Français immigrent en Argentine.
Généralement cela se passe de la façon suivante : un homme adulte quitte seul la France et est éventuellement rejoint par la suite par sa famille.
La majorité des migrants viennent d'Aquitaine, de la région Midi-Pyrénées, d'île-de-France ou de région Provence-Alpes-Côte d'Azur.
L'Argentine est à cette époque en plein développement économique et accueille les réfugiés politiques de tout bord, sans distinction.
Ils obtiennent le droit de vote en Argentine en 1890.
Plusieurs personnalités politiques argentines sont d'origine française, notamment Juan Martín de Pueyrredón, Carlos Pellegrini et Hipólito Yrigoyen qui furent tous les trois élus à la tête du pays. Il s'inscrivirent ainsi dans l'histoire de l'Argentine.
On peut également citer Michel Aimé Pouget, qui a développé la vigne argentine en y introduisant des cépages français.
De nos jours, la crise étant passée, le pays attire de nouveau si bien que la communauté française en Argentine a augmenté de 20 % depuis 2001.
Lors des élections présidentielles de 2007, les Français d'Argentine ont majoritairement voté pour Ségolène Royal.

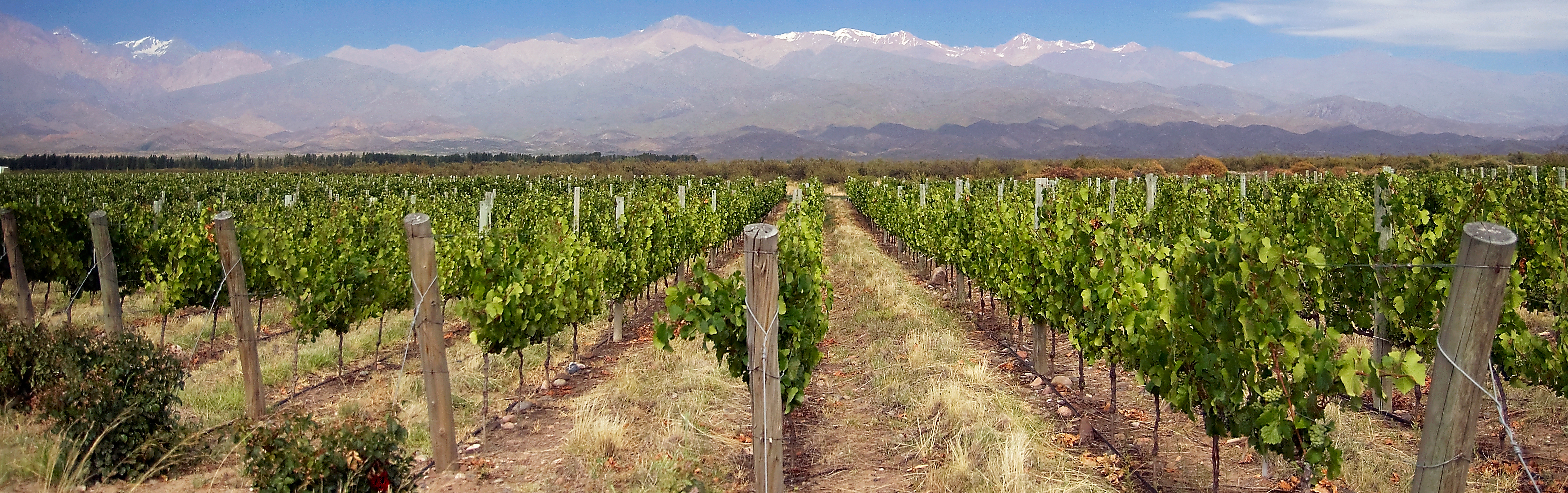
Vignoble de Mendoza, avec la Cordillère des Andes en arrière-plan, les immigrés français ont beaucoup contribué à faire de l'Argentine la cinquième puissance viticole du monde

## Les peuples autochtones en Argentine

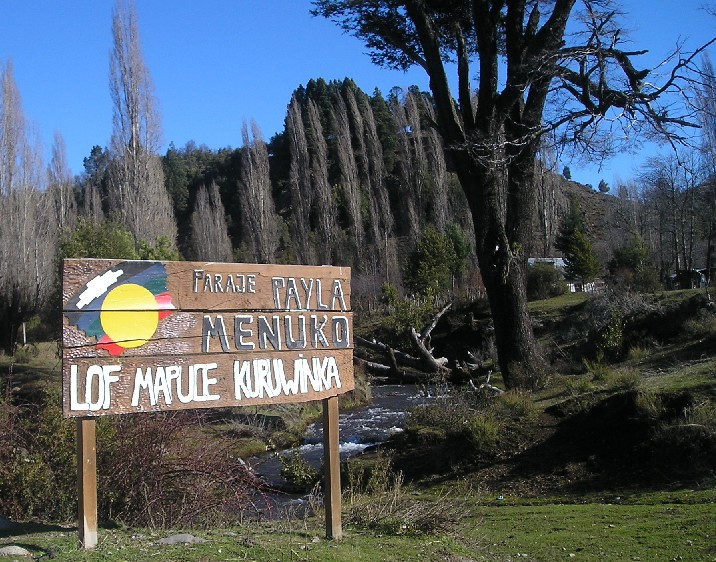
Lof (communauté) Mapuche Kuruwinka, à San Martín de los Andes, province de Neuquén

Lors de l'arrivée des Espagnols en Amérique en 1492, la population établie sur le territoire actuel argentin pouvait se regrouper en quatre grandes zones :
- La région du centre et du nord-ouest argentin avait une haute densité de population, avec des dizaines de cultures agro-pastorales organisées sous des formes d'États embryonnaires et appartenant au grand groupe de la civilisation andine. Parmi les peuples de ce groupe qui eurent une importante incidence sur la conformation de la population argentine, il faut mentionner les Diaguitas, les Aymaras (ou Kollas), les Sanavirons, les Comechingons, et aussi les Huarpes de la région du Cuyo.
- La région de la Mésopotamie avec surtout les Guaranis.
- La région du Gran Chaco avec principalement les Wichis et les Tobas (ou Qom-liks). Ces peuples ne furent jamais soumis par l'empire espagnol et leur métissage avec les Européens fut de faible ampleur.
- La plaine pampéenne et la Patagonie, avec avant tout les ethnies des Het, des Ranquels, des Mapuches et des Tehuelches. Ces groupes ne furent pas non plus soumis par les Espagnols, cependant il exista un métissage considérable qui, bien que moindre que dans le nord du pays, donnera notamment lieu à l'apparition des Gaúchos, métis d'Espagnols et d'Indiens.

Après la naissance de l'Argentine indépendante, les territoires restés sous contrôle exclusif des peuples indigènes, dans la pampa, la Patagonie et le Gran Chaco, furent conquis par la force à la fin du XIXe siècle lors des épisodes de la terrible Conquête du Désert, et incorporés dans le territoire national.
On a estimé que la population existante sur le territoire argentin actuel à l'arrivée des 
Espagnols oscillait entre 300 000 et 500 000 âmes (J. Steward, 1949:661; G. Madrazo, 1991), parmi lesquels entre 45 et 90 % appartenaient aux sociétés d'agriculteurs du nord-est,. Vers 1600 cette population s'était réduite considérablement, dans une proportion estimée par Rosenblat à 43 %.
En 1810 la population totale de l'actuelle Argentine était d'environ 500 000 personnes, presque totalement composée d'autochtones, d'afroaméricains et de métis de ces deux origines avec des Espagnols.
Durant les deux siècles suivants, les indigènes et les métis amérindiens, principalement les femmes qui seront appelées « chinas », participèrent à un grand processus de métissage avec les immigrants majoritairement masculins et européens, et principalement italiens et espagnols, qui firent partie de la grande vague d'immigration d'entre 1850 et 1950, se « diluant »  ainsi quasi totalement, tant culturellement qu'ethniquement.
Au début du XXIe siècle, il y a en Argentine un peu plus de 400 000 indigènes, équivalent à 1,1 % de la population totale, qui se reconnaissent comme appartenant à l'un des 35 peuples autochtones "détectés" par l'Enquête des Peuples Indigènes de 2004-2005. Parmi ces peuples, les plus nombreux sont les Mapuches, les Kollas ou Collas, les Tobas, les Wichis et les Guaranís. D'autre part, pas moins de 56 % de la population argentine a au moins un aïeul indigène, presque toujours par voie maternelle (Corach-UBA, 2005). dont, dans la plupart des cas, on a perdu le souvenir dans la famille. Finalement la contribution autochtone dans la structure génétique moyenne des Argentins a été établie à 15-20 % (ref ,).
Étant donné la grande migration interne de la campagne vers la ville et aussi du nord vers le Litoral, étant donné aussi la migration continuelle ces dernières décennies provenant des pays frontaliers (Bolivie, Paraguay, Chili) et du Pérou, on constate aussi que la composante autochtone a une tendance croissante, tant dans la structure génétique que dans le domaine culturel. Ce processus est accompagné d'une tendance notable à récupérer la mémoire indigène. D'où par exemple la réalisation en 2004-2005 de la première enquête argentine sur les Peuples Indigènes, après que, dès 1895, les recensements nationaux eurent cessé de considérer la présence des Autochtones dans le pays.

## Pauvreté

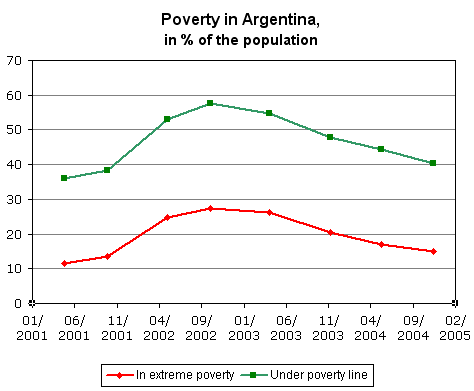
Évolution de la pauvreté